# NASDAQ-100
| Nasdaq-100     | Nasdaq-100         |
| -------------- | ------------------ |
|                |                    |
| Stammdaten     |                    |
| Staat          | Vereinigte Staaten |
| Börse          | NASDAQ             |
| ISIN           | US6311011026       |
| WKN            | A0AE1X             |
| Symbol         | NDX                |
| RIC            | ^NDX               |
| Bloomberg-Code | NDX <INDEX>        |
| Kategorie      | Aktienindex        |
| Typ            | Kursindex          |
| Familie        | NASDAQ             |

Im Nasdaq-100 sind die 100 Aktien der NASDAQ-gelisteten Nicht-Finanzunternehmen mit der höchsten Marktkapitalisierung enthalten. Dagegen umfasst der Nasdaq Composite über 3.000 Aktien.

## Berechnung
Der Nasdaq-100 ist ein Kursindex. Er besteht aus 100 Aktien des Nasdaq Composite mit der höchsten Marktkapitalisierung. Der Indexstand wird ausschließlich auf Grund der Aktienkurse ermittelt und nur um Erträge aus Bezugsrechten und Sonderzahlungen bereinigt. Die Indexgewichtung erfolgt nach der Marktkapitalisierung der gelisteten Unternehmen. Kapitalmaßnahmen wie Aktiensplits haben keinen (verzerrenden) Einfluss auf den Index. Der Börsenwert ergibt sich hierbei aus der Multiplikation des Aktienkurses der jeweiligen Gesellschaft und der Gesamtzahl der vom Unternehmen herausgegebenen Anteilsscheine. Die Berechnung wird während der NASDAQ-Handelszeit von 9:30 bis 16:00 Ortszeit (15:30 bis 22:00 MEZ/MESZ, bzw. eine Stunde früher in den drei Wochen des Jahres, in denen in den USA Sommerzeit, in der EU jedoch noch bzw. bereits Winterzeit ist) jede Sekunde aktualisiert.
Das Anlageuniversum beinhaltet alle Unternehmen, die an der NASDAQ gelistet sind. Zur Erstellung einer Auswahlliste werden die Unternehmen des Anlageuniversums nach der Marktkapitalisierung absteigend geordnet. Berücksichtigung finden nur Unternehmen, deren Börsenwert nicht weniger als 0,1 Prozent der gesamten Marktkapitalisierung des Nasdaq-100 an zwei aufeinander folgenden Monatsenden aufweisen und die bereits zwei Jahre an der NASDAQ gelistet sind. Ebenso müssen durchschnittlich 200.000 Aktien der Gesellschaft am Tag gehandelt werden. Die Indexgewichtung der Indexkomponenten darf 24,0 Prozent nicht überschreiten. Über die Zusammensetzung wird in der Regel einmal pro Jahr entschieden, die Gewichtung der gelisteten Unternehmen wird jährlich viermal geprüft. Die Basis für die Berechnung des Nasdaq-100 sind die Aktienkurse der Unternehmen.

## Geschichte

### Historischer Überblick

Nasdaq-100

Der NASDAQ-100 wird seit dem 31. Januar 1985 berechnet. Die Indexbasis lag zunächst bei 250 Punkten. Am 4. Januar 1994 erfolgte eine Teilung des Nasdaq-100 im Verhältnis 2 zu 1. Somit halbierte sich der Basiswert von 1985 auf 125 Punkte. Im Oktober 1993 wurden zum ersten Mal in der Chicago Board Options Exchange Optionen auf den Index gehandelt. Per 21. Dezember 1998 wurde der NASDAQ-100 von einem Höchstgewichtungsindex zu einem modifiziert marktkapitalisierungsgewichteten Index geändert.
Am 23. Mai 1995 schloss der NASDAQ-100 erstmals über der Marke von 500 Punkten und am 8. Juli 1997 zum ersten Mal über der 1.000-Punkte-Marke. Danach beschleunigte sich die Entwicklung des Index. Am 11. Januar 1999 wurde erstmals die Marke von 2.000 Punkten überwunden und am 18. November 1999 zum ersten Mal die 3.000-Punkte-Marke. Am 8. Februar 2000 schloss der NASDAQ-100 mit 4.062,77 Punkten zum ersten Mal über der Marke von 4.000 Punkten.
Am 27. März 2000 beendete der NASDAQ-100 mit 4.704,73 Punkten den Handel auf einem damaligen Allzeithoch. Das war seit 1985 ein Anstieg um 3.663,8 Prozent. Damit stand der Index auf dem Höhepunkt der Spekulationsblase im Technologiesektor (Dotcom-Blase). Bis zum 7. Oktober 2002 fiel der NASDAQ-100 auf einen Schlussstand von 804,64 Punkten. Das ist ein Rückgang gegenüber seinem Allzeithoch von März 2000 um 82,8 Prozent. Der 7. Oktober 2002 markiert den Wendepunkt der Talfahrt. Ab Herbst 2002 war der NASDAQ-100 wieder auf dem Weg nach oben. Bis zum 31. Oktober 2007 stieg der Aktienindex auf einen Schlussstand von 2.238,98 Punkten.
Im Verlauf der internationalen Finanzkrise, die im Sommer 2007 in der US-Immobilienkrise ihren Ursprung hatte, begann der Index wieder zu sinken. Am 29. September 2008 schloss er mit 1.496,15 Punkten unter der Grenze von 1.500 Punkten. Auf einen neuen Tiefststand fiel der NASDAQ-100 am 9. März 2009, als er den Handel mit 1.043,87 Punkten beendete. Gegenüber dem 31. Oktober 2007 entspricht das einem Rückgang um 53,4 Prozent.
Der 9. März 2009 bedeutete das Ende der Talfahrt. Ab dem Frühjahr 2009 hat sich der Börsenindex wieder stark erholt. Am 19. September 2012 schloss er mit 2.864,03 Punkten auf dem höchsten Stand seit dem 11. Dezember 2000. Der Gewinn seit dem 9. März 2009 liegt bei 174,3 Prozent.

### Meilensteine
Die Tabelle zeigt die Meilensteine des NASDAQ-100.
| Erster Schlussstand über | Schlussstand in Punkten | Datum              |
| ------------------------ | ----------------------- | ------------------ |
| 125                      | 125,00                  | 31. Januar 1985    |
| 500                      | 503,12                  | 23. Mai 1995       |
| 1.000                    | 1.005,81                | 8. Juli 1997       |
| 1.500                    | 1.514,89                | 18. November 1998  |
| 2.000                    | 2.000,18                | 11. Januar 1999    |
| 2.500                    | 2.505,50                | 9. September 1999  |
| 3.000                    | 3.003,49                | 18. November 1999  |
| 3.500                    | 3.528,53                | 21. Dezember 1999  |
| 4.000                    | 4.062,77                | 8. Februar 2000    |
| 4.500                    | 4.586,26                | 9. März 2000       |
| 5.000                    | 5.007,08                | 6. Januar 2017     |
| 6.000                    | 6.004,38                | 13. September 2017 |
| 7.000                    | 7.022,97                | 26. Januar 2018    |
| 8.000                    | 8.010,61                | 24. Juli 2019      |
| 9.000                    | 9.070,65                | 13. Januar 2020    |
| 10.000                   | 10.094,26               | 10. Juni 2020      |
| 11,000                   | 11.052,01               | 3. August 2020     |
| 12,000                   | 12.015,67               | 31. August 2020    |
| 13,000                   | 13.091,53               | 8. Januar 2021     |
| 14,000                   | 14.129,5                | 14. Juni 2021      |

### Jährliche Entwicklung
Die Tabelle zeigt die jährliche Entwicklung des NASDAQ-100 seit 1985.
| Jahr | Schlussstand in Punkten | Veränderung in Punkten | Veränderung in % |
| ---- | ----------------------- | ---------------------- | ---------------- |
| 1985 | 132,29                  |                        |                  |
| 1986 | 141,41                  | 9,12                   | 6,89             |
| 1987 | 156,25                  | 14,84                  | 10,49            |
| 1988 | 177,41                  | 21,16                  | 13,54            |
| 1989 | 223,84                  | 46,43                  | 26,17            |
| 1990 | 200,53                  | −23,31                 | −10,41           |
| 1991 | 330,86                  | 130,33                 | 64,99            |
| 1992 | 360,19                  | 29,33                  | 8,86             |
| 1993 | 398,28                  | 38,09                  | 10,57            |
| 1994 | 404,27                  | 5,99                   | 1,50             |
| 1995 | 576,23                  | 171,96                 | 42,54            |
| 1996 | 821,36                  | 245,13                 | 42,54            |
| 1997 | 990,80                  | 169,44                 | 20,63            |
| 1998 | 1.836,01                | 845,21                 | 85,31            |
| 1999 | 3.707,83                | 1.871,81               | 101,95           |
| 2000 | 2.341,70                | −1.366,13              | −36,84           |
| 2001 | 1.577,05                | −764,65                | −32,65           |
| 2002 | 984,36                  | −592,69                | −37,58           |
| 2003 | 1.467,92                | 483,56                 | 49,12            |
| 2004 | 1.621,12                | 153,20                 | 10,44            |
| 2005 | 1.645,20                | 24,08                  | 1,49             |
| 2006 | 1.756,90                | 111,70                 | 6,79             |
| 2007 | 2.084,93                | 328,03                 | 18,67            |
| 2008 | 1.211,65                | −873,28                | −41,89           |
| 2009 | 1.860,31                | 648,66                 | 53,54            |
| 2010 | 2.217,86                | 357,55                 | 19,22            |
| 2011 | 2.277,83                | 59,97                  | 2,70             |
| 2012 | 2.660,93                | 383,10                 | 16,82            |
| 2013 | 3.592,00                | 931,07                 | 34,99            |
| 2014 | 4.236,28                | 644,28                 | 17,94            |
| 2015 | 4.593,27                | 356,99                 | 8,43             |
| 2016 | 4.863,62                | 270,35                 | 5,89             |
| 2017 | 6.396,42                | 1.532,80               | 31,52            |
| 2018 | 6.329,96                | −66,46                 | −1,04            |
| 2019 | 8.733,07                | 2.403,11               | 37,96            |
| 2020 | 12.888,28               | 4.155,21               | 47,58            |
| 2021 | 16.320,08               | 3.431,80               | 26,63            |
| 2022 | 10.939,76               | −5.380,32              | −32,97           |
| 2023 | 16.825,93               | 5.886,17               | 53,81            |
| 2024 | 21.012,17               | 4.186,24               | 24,88            |

## Zusammensetzung
Der Nasdaq-100 besteht aus folgenden Werten (Stand: August 2025):
| Symbol      | Name (A–Z)                     | Logo | Branche                          | Firmensitz             |
| ----------- | ------------------------------ | ---- | -------------------------------- | ---------------------- |
| AAPL        | Apple                          |      | Hard- und Softwareentwicklung    | Vereinigte Staaten     |
| ABNB        | Airbnb                         |      | Ferienwohnungsvermittlung        | Vereinigte Staaten     |
| ADBE        | Adobe Inc.                     |      | Software                         | Vereinigte Staaten     |
| ADI         | Analog Devices                 |      | Halbleiter                       | Vereinigte Staaten     |
| ADP         | Automatic Data Processing      |      | Personal-Dienstleister           | Vereinigte Staaten     |
| ADSK        | Autodesk                       |      | Software                         | Vereinigte Staaten     |
| AEP         | American Electric Power        |      | Energieversorger                 | Vereinigte Staaten     |
| AMAT        | Applied Materials              |      | Anlagenbau                       | Vereinigte Staaten     |
| AMD         | Advanced Micro Devices         |      | Halbleiter                       | Vereinigte Staaten     |
| AMGN        | Amgen                          |      | Biotechnologie                   | Vereinigte Staaten     |
| AMZN        | Amazon.com                     |      | Online-Versandhändler            | Vereinigte Staaten     |
| APP         | AppLovin                       |      | Software                         | Vereinigte Staaten     |
| ARM         | ARM Holdings                   |      | Halbleiter                       | Vereinigtes Königreich |
| ASML        | ASML Holding                   |      | Halbleiter                       | Niederlande            |
| AVGO        | Broadcom Inc.                  |      | Halbleiter                       | Vereinigte Staaten     |
| AXON        | Axon Enterprise                |      | Waffenhersteller                 | Vereinigte Staaten     |
| AZN         | AstraZeneca                    |      | Pharmazie                        | Vereinigtes Königreich |
| BIIB        | Biogen                         |      | Biotechnologie                   | Vereinigte Staaten     |
| BKNG        | Booking Holdings               |      | Online-Reiseportale              | Vereinigte Staaten     |
| BKR         | Baker Hughes                   |      | Erdöl-Service                    | Vereinigte Staaten     |
| CCEP        | Coca-Cola Europacific Partners |      | Getränkeabfüller                 | Vereinigtes Königreich |
| CDNS        | Cadence Design Systems         |      | Softwarehersteller               | Vereinigte Staaten     |
| CDW         | CDW Corporation                |      | IT-Technologielösungen           | Vereinigte Staaten     |
| CEG         | Constellation Energy           |      | Energieversorgung                | Vereinigte Staaten     |
| CHTR        | Charter Communications         |      | Kabelnetze                       | Vereinigte Staaten     |
| CMCSA       | Comcast                        |      | Kabelnetze                       | Vereinigte Staaten     |
| COST        | Costco Wholesale               |      | Großhandel                       | Vereinigte Staaten     |
| CPRT        | Copart                         |      | Online-Autohandel                | Vereinigte Staaten     |
| CRWD        | Crowdstrike                    |      | IT-Sicherheit                    | Vereinigte Staaten     |
| CSCO        | Cisco Systems                  |      | Telekommunikation                | Vereinigte Staaten     |
| CSGP        | CoStar Group                   |      | Marketing-Services               | Vereinigte Staaten     |
| CSX         | CSX Corporation                |      | Eisenbahnunternehmen             | Vereinigte Staaten     |
| CTAS        | Cintas Corporation             |      | Textilien                        | Vereinigte Staaten     |
| CTSH        | Cognizant Technology Solutions |      | Software                         | Vereinigte Staaten     |
| DASH        | DoorDash                       |      | Lieferservice für Mahlzeiten     | Vereinigte Staaten     |
| DDOG        | Datadog                        |      | Software                         | Vereinigte Staaten     |
| DXCM        | Dexcom                         |      | Medizinsysteme                   | Vereinigte Staaten     |
| EA          | Electronic Arts                |      | Computer- und Videospiele        | Vereinigte Staaten     |
| EXC         | Exelon                         |      | Energieversorger                 | Vereinigte Staaten     |
| FANG        | Diamondback Energy             |      | Erdöl-/Erdgasindustrie           | Vereinigte Staaten     |
| FAST        | Fastenal                       |      | Einzelhandel                     | Vereinigte Staaten     |
| FTNT        | Fortinet                       |      | IT-Sicherheit                    | Vereinigte Staaten     |
| GEHC        | GE Healthcare                  |      | Gesundheitsdienstleistungen      | Vereinigte Staaten     |
| GFS         | Globalfoundries                |      | Halbleiter                       | Vereinigte Staaten     |
| GILD        | Gilead Sciences                |      | Biotechnologie                   | Vereinigte Staaten     |
| GOOG, GOOGL | Alphabet Inc.                  |      | Internetdienstleistungen         | Vereinigte Staaten     |
| HON         | Honeywell International        |      | Mischkonzern                     | Vereinigte Staaten     |
| IDXX        | Idexx Laboratories             |      | Veterinär-Medizin                | Vereinigte Staaten     |
| INTC        | Intel                          |      | Halbleiter                       | Vereinigte Staaten     |
| INTU        | Intuit                         |      | Standardanwendungssoftware       | Vereinigte Staaten     |
| ISRG        | Intuitive Surgical             |      | Medizintechnik                   | Vereinigte Staaten     |
| KDP         | Keurig Dr Pepper               |      | Getränkeindustrie                | Vereinigte Staaten     |
| KHC         | The Kraft Heinz Company        |      | Lebensmittel                     | Vereinigte Staaten     |
| KLAC        | KLA Corporation                |      | Anlagenbau                       | Vereinigte Staaten     |
| LIN         | Linde                          |      | Industriegase                    | Irland                 |
| LRCX        | Lam Research                   |      | Anlagenbau                       | Vereinigte Staaten     |
| LULU        | Lululemon Athletica            |      | Sportfachhandel                  | Kanada                 |
| MAR         | Marriott International         |      | Hotel- und Gastgewerbe           | Vereinigte Staaten     |
| MCHP        | Microchip Technology           |      | Halbleiter                       | Vereinigte Staaten     |
| MDLZ        | Mondelēz International         |      | Nahrungsmittel                   | Vereinigte Staaten     |
| MELI        | MercadoLibre                   |      | E-Commerce                       | Uruguay                |
| META        | Meta Platforms                 |      | Soziale Medien                   | Vereinigte Staaten     |
| MNST        | Monster Beverage               |      | Getränkeindustrie                | Vereinigte Staaten     |
| MRVL        | Marvell Technology Group       |      | Halbleiter                       | Vereinigte Staaten     |
| MSFT        | Microsoft                      |      | Software- und Hardwarehersteller | Vereinigte Staaten     |
| MSTR        | Strategy                       |      | Software                         | Vereinigte Staaten     |
| MU          | Micron Technology              |      | Halbleiter                       | Vereinigte Staaten     |
| NFLX        | Netflix                        |      | Filmwirtschaft                   | Vereinigte Staaten     |
| NVDA        | Nvidia                         |      | Halbleiter                       | Vereinigte Staaten     |
| NXPI        | NXP Semiconductors             |      | Halbleiter                       | Niederlande            |
| ODFL        | Old Dominion Freight Line      |      | Transport                        | Vereinigte Staaten     |
| ON          | ON Semiconductor               |      | Halbleiter                       | Vereinigte Staaten     |
| ORLY        | O’Reilly Auto Parts            |      | Autoteile                        | Vereinigte Staaten     |
| PANW        | Palo Alto Networks             |      | IT-Sicherheit                    | Vereinigte Staaten     |
| PAYX        | Paychex                        |      | Finanzdienstleistungen           | Vereinigte Staaten     |
| PCAR        | Paccar                         |      | Nutzfahrzeugbau                  | Vereinigte Staaten     |
| PDD         | Pinduoduo                      |      | Onlinehandel                     | Volksrepublik China    |
| PEP         | PepsiCo                        |      | Getränke und Lebensmittel        | Vereinigte Staaten     |
| PLTR        | Palantir Technologies          |      | Software                         | Vereinigte Staaten     |
| PYPL        | PayPal                         |      | Online-Bezahldienst              | Vereinigte Staaten     |
| QCOM        | Qualcomm                       |      | Halbleiter                       | Vereinigte Staaten     |
| REGN        | Regeneron Pharmaceuticals      |      | Pharmazie                        | Vereinigte Staaten     |
| ROP         | Roper Technologies             |      | Mischkonzern                     | Vereinigte Staaten     |
| ROST        | Ross Stores                    |      | Einzelhandel                     | Vereinigte Staaten     |
| SBUX        | Starbucks                      |      | Kaffeeprodukte                   | Vereinigte Staaten     |
| SHOP        | Shopify                        |      | Onlinehandel                     | Kanada                 |
| SNPS        | Synopsys                       |      | Software                         | Vereinigte Staaten     |
| TEAM        | Atlassian                      |      | Software                         | Vereinigte Staaten     |
| TMUS        | T-Mobile US                    |      | Telekommunikation                | Vereinigte Staaten     |
| TSLA        | Tesla, Inc.                    |      | Automobilindustrie               | Vereinigte Staaten     |
| TTD         | The Trade Desk                 |      | Technologieunternehmen           | Vereinigte Staaten     |
| TTWO        | Take 2 Interactive             |      | Entertainmentprodukte            | Vereinigte Staaten     |
| TXN         | Texas Instruments              |      | Halbleiter                       | Vereinigte Staaten     |
| VRSK        | Verisk Analytics               |      | Datenanalyse                     | Vereinigte Staaten     |
| VRTX        | Vertex Pharmaceuticals         |      | Pharmazie                        | Vereinigte Staaten     |
| WBD         | Warner Bros. Discovery         |      | Medien, Unterhaltung             | Vereinigte Staaten     |
| WDAY        | Workday                        |      | Personal-Dienstleister           | Vereinigte Staaten     |
| XEL         | Xcel Energy                    |      | Elektrizität und Erdgas          | Vereinigte Staaten     |
| ZS          | Zscaler                        |      | IT-Sicherheit                    | Vereinigte Staaten     |